# Pancorbo
Pancorbo es un municipio y localidad española situada en el norte de la provincia de Burgos, en la comunidad autónoma de Castilla y León, comarca de Valle del Ebro, partido judicial de Miranda de Ebro. En las demarcaciones del municipio se encuentra ligado al abrupto entorno de los montes Obarenes, en los que nace el río Oroncillo, que atraviesa la localidad en dirección norte.
Pancorbo conforma una población fundamentalmente agrícola y de gran interés paisajístico. Lugar de paso y cruce de caminos desde tiempos remotos ya que constituye el paso natural entre el País Vasco y la meseta castellana. Es un buen ejemplo de pueblo que ha conservado durante los siglos su estructura y trazado originario, así como una arquitectura popular plenamente integrada en un entorno de indiscutible belleza. Atravesado por el río Oroncillo, las típicas casas pancorbinas se distribuyen de forma escalonada a lo largo de la estrecha garganta. Todo el conjunto está defendido por los restos del castillo altomedieval, el Castillo de Santa Marta, mientras que también se puede disfrutar de una fortaleza más moderna, la fortaleza de Santa Engracia, levantada en 1794 en lo alto del desfiladero.
Pancorbo posee el primer Centro de Cría en pureza y Selección del caballo Losino.

## Toponimia
En el Chronicon albeldense al narrar las incursiones musulmanas, entre los años 882 y 883, cita el Castrum cui Pontecurbum nomen est. 

Nació pues para la historia como fortaleza para dominar el paso del desfiladero, siendo bautizada con el hecho diferencial que había a su entrada: un puente curvo.

Otra versión facilitada por Tate dice que estando sitiados por los Sarracenos, unos Cuervos llegaron lanzando Pan, se consideró un milagro y quedó el nombre del pueblo Pan-Cuervo que degeneró en Pancorbo.
El nombre de la villa, con una curiosa e interesante etimología, aparece en un documento fechado el 1 de julio del año 957 procedente del monasterio riojano de San Millán de la Cogolla.
Ante el empleo dispar de las letras «V» y «B» en la forma de escribir el nombre del municipio, a fin de unificar la ortografía del mismo y respetando el uso más tradicional, el Ayuntamiento en Pleno adoptó un acuerdo definitivo en sesión de 26 de enero de 2004, por el que decidió: Modificar el Escudo Heráldico y Bandera del Municipio, aprobados por acuerdo adoptado por esta Corporación en sesión de 9 de marzo de 1999, en el sentido de establecer que el nombre del municipio es Pancorbo y se escribe con «B».

## Símbolos
El escudo heráldico y la bandera que representan al municipio fueron aprobados oficialmente el 4 de junio de 1999. El escudo se blasona de la siguiente manera:

«Escudo sencillo. En gules castillo de oro donjonado de tres donjones, mazonado de sable y aclarado de azur. A sus flancos, sendos capillos corvos de plata y en punta pan de oro. Al timbre corona real cerrada.»
Boletín Oficial de Castilla y León nº 121 de 25 de junio de 1999

La descripción textual de la bandera es la siguiente:

«Roja, en el tercio central 0,50; amarilla, en el tercio superior, 0,25; y blanca, en el tercio inferior, 0,25 o de gules, oro y plata. La forma conforme a las ordenanzas de Castilla y León, ha de ser cuadrada y en el corazón de la Bandera ha de colocarse el Escudo municipal.»
Boletín Oficial de Castilla y León nº 121 de 25 de junio de 1999

## Geografía
Está integrado en la comarca del Valle del Ebro de la provincia de Burgos, situándose a 65 kilómetros de la capital provincial. El término municipal está atravesado por la carretera N-1 entre los pK 299 y 306, así como por la autopista AP-1 y por la carretera N-232 que se dirige a Logroño.
El pueblo se asienta en la embocadura meridional del famoso desfiladero que lleva su nombre, horadado, en sentido transversal, por el río Oroncillo al atravesar los montes Obarenes, los cuales, aun no siendo espectaculares por sus altitudes, forman una barrera de apenas 5 kilómetros de anchura, pero de difícil franqueo, que separa la Bureba de las llanuras de Miranda. Estos montes conectan la cordillera Cantábrica al noroeste con el sistema Ibérico riojano al sureste. Parte de su territorio forma parte del parque natural Montes Obarenes-San Zadornil. 
El relieve del municipio es variado al formar parte de la transición entre La Bureba, que se extiende por el suroeste, y los montes Obarenes (sierra de Pancorbo), que se extienden al noreste. La altitud del término municipal oscila entre los 1200 metros (sierra de Pancorbo) y los 600 metros en la ribera del río Oroncillo. Junto al pueblo, situado a 642 metros sobre el nivel del mar, se alzan el cerro del Castillo, que culmina en el Castillete de Pancorbo (1038 metros), y la Peña de Valcavado (963 metros). 
| Noroeste: Partido de la Sierra en Tobalina                      | Norte: Valle de Tobalina | Noreste: Bozoó y Santa Gadea del Cid     |
| Oeste: Miraveche, Villanueva de Teba y Santa María Ribarredonda |                          | Este: Encío, Ameyugo y Foncea (La Rioja) |
| Suroeste: Santa María Ribarredonda                              | Sur: Valluércanes        | Sureste: Altable                         |

### Transportes

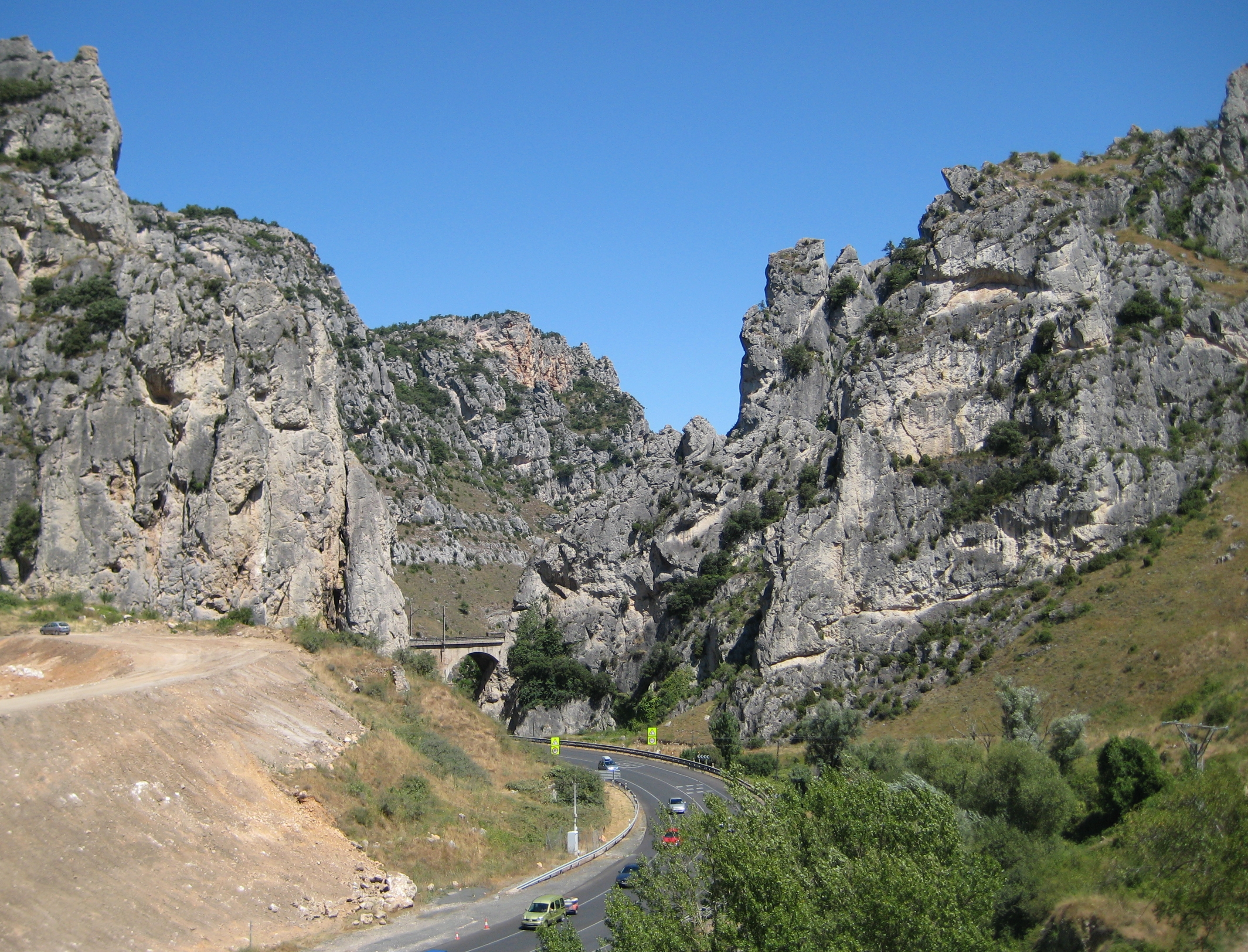
Carretera Nacional I a su paso por el puerto de Pancorbo, vista desde la AP-1.

Pancorbo constituye un importante nudo de comunicaciones del norte de España.
Carretera
- AP-1 (Burgos-Armiñón)
- N-232 Cabañas de Virtus-Vinaroz
- N-I Madrid-Irún
- BU-524

Ferrocarril
El municipio es parada de la línea Madrid-Irún. Cuenta con 3 servicios diarios de pasajeros.

## Historia

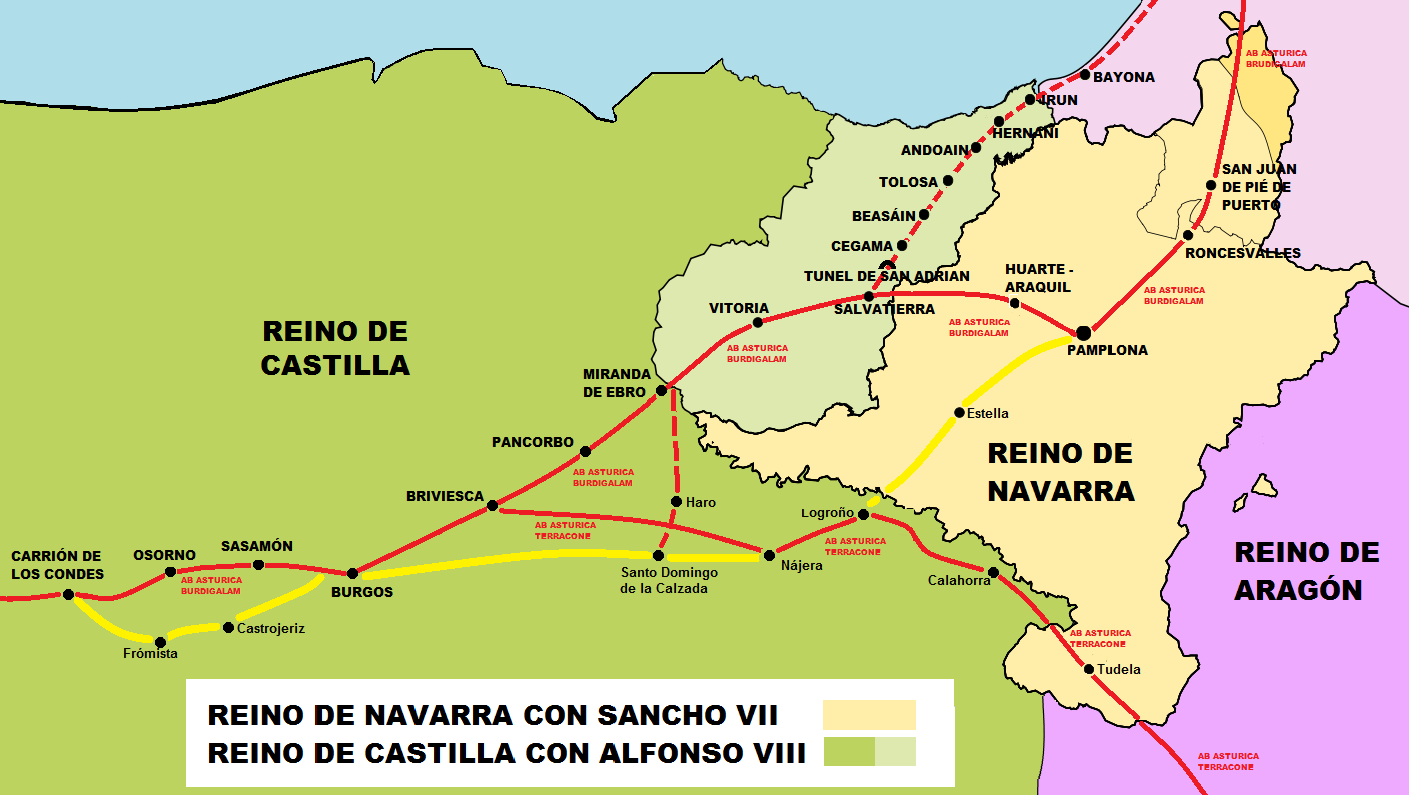
Reinos de Navarra y Castilla año 1200. Caminos a Santiago-Calzadas romanas

Para desvelar las diversas épocas de la villa hay que hablar de arqueología y así conocer su época prehistórica y su historia antigua, sobre todo en la época romana en la que cruzaba el Desfiladero la Vía Aquitania que unía las tierras de las Galias y de Hispania hasta Galicia. Otro de los avances de la romanización fue la construcción de la calzada romana Ab Asturica Burdigalam en la zona de Miranda de Ebro.
En la Edad Media, Pancorbo se convirtió en una de las claves de la historia de Castilla, desde su incorporación al primitivo condado a finales del siglo IX. Durante el mismo, fue campo de batalla entre cristianos y árabes pretendiendo la posesión del castillo de Pancorbo, considerado como las Puertas de Castilla. Con sus roquedos y sus castillos, fue un bastión para la Castilla de Las Merindades y fue su Extremadura, como se la llama en un documento del año 893.
Alfonso VII le otorgó fuero el 8 de marzo de 1147, alcanzando la villa cierta prosperidad merced a la actividad comercial de una comunidad de judíos allí establecidos.
En 1463 fue una de las cinco villas de la Hermandad de Álava junto con Vitoria, Miranda de Ebro, Sajazarra y Salvatierra, aunque antes de 1481 se desgajaron definitivamente tanto Pancorbo como Miranda de Ebro.

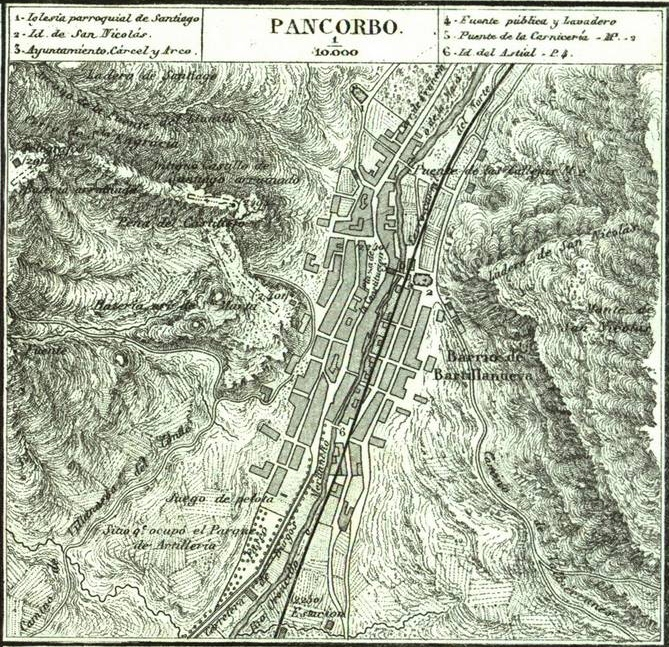
Mapa de la localidad publicado en 1868 realizado por Francisco Coello

Existe mucha documentación medieval, aunque desperdigada, sobre el Pancorbo de esta época. Hasta cinco poblamientos sumó Pancorbo a su villazgo: Cuevagallegos, Fuentemiel, Hoyuelo, San Juan y Villanueva de los Judíos. Tuvo ferias y mercados, un campo defensivo y escarpado; fue cabeza de la Merindad de Bureba; prestó sus senderos al Camino de Santiago; alzó templos y ermitas y fue autónomo en pan y vino, en ovejas, tejidos y tenerías y supo hacer del Oroncillo un río de molinos; y supo además buscar y contratar artistas para sus templos y casonas.
Sobre la base de los datos del Censo de Pecheros de 1528, en el que no se contaban eclesiásticos, hidalgos y nobles, se registra la existencia 144 pecheros, es decir unidades familiares que pagaban impuestos.

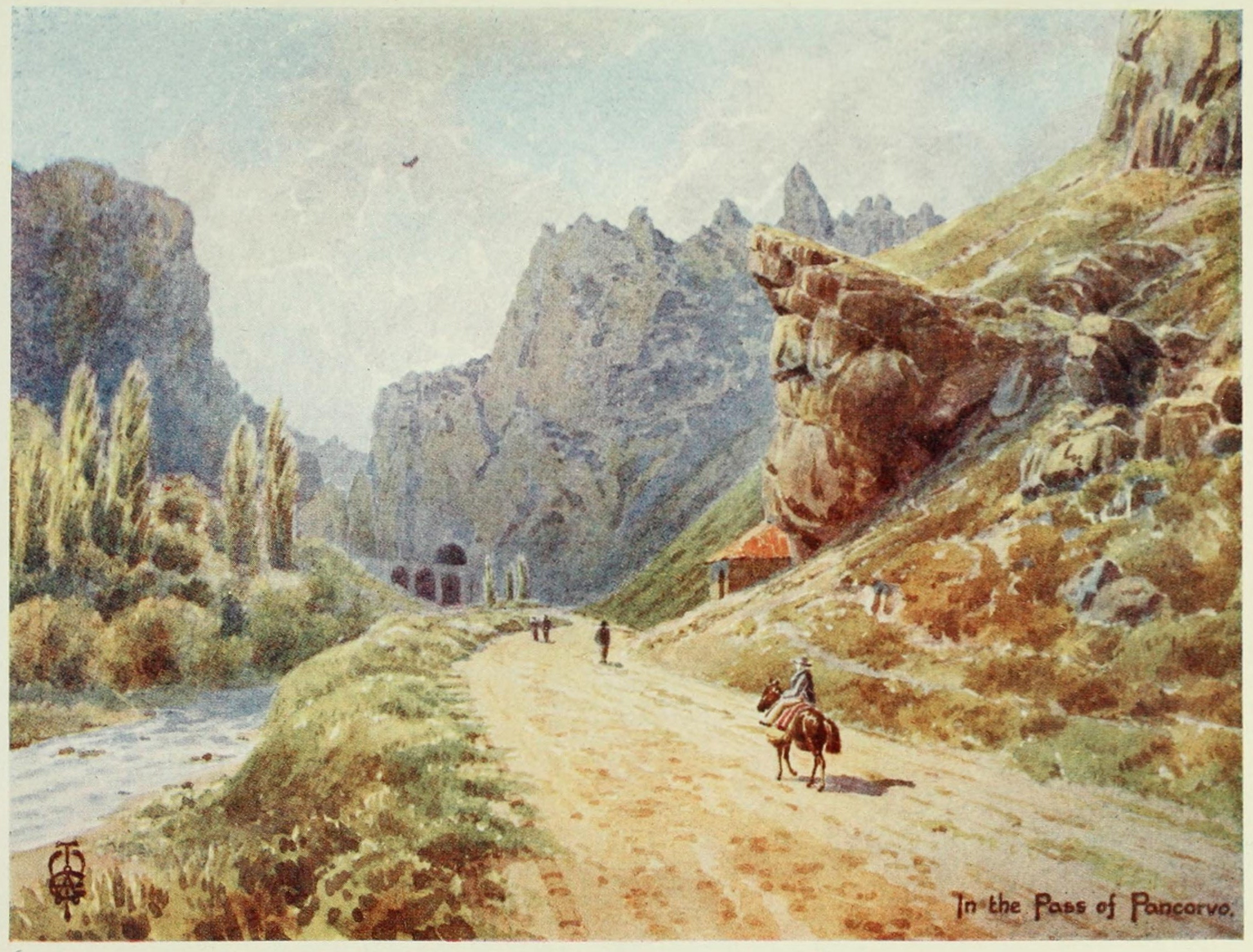
Vista del paso de Pancorbo en una acuarela de Edgar T. A. Wigram publicada en su obra Northern Spain en 1906.

Durante la guerra de la Independencia, Napoleón tomó posesión de los fuertes de Pancorbo poco antes de la batalla de Gamonal en Burgos. El 30 de junio de 1813 el destacamento francés del fuerte de Santa Engracia se rindió ante la tropa española.
Así se describe a Pancorbo en el tomo XII del Diccionario geográfico-estadístico-histórico de España y sus posesiones de Ultramar, obra impulsada por Pascual Madoz a mediados del siglo XIX:

Villa con ayuntamiento en la provincia, audiencia territorial, capitanía general y diócesis de Burgo (11 leguas), partido judicial de Miranda de Ebro (3); Situada en la carretera de Francia, entre dos elevadísimas colinas al N y O, que por espacio de ¼ de legua forman, con el camino y el río por medio, una extraordinaria garganta tan pintoresca a la vista como admirable y sorprendente para cuantos por primera vez la contemplan; tendrá unos 50 pasos de ancho y de 10 a 12 de largo; la montaña del O se enlaza con los Pirineos, y en la del N existen aún los restos de 2 castillos: el principal (Santa Engracia) descuella sobre la cumbre, y se divisa a muchas leguas de distancia; fue construido a costa de muchos brazos y gastos (15 millones de reales) en 1794, cuando nuestras primeras disensiones con la Francia; en 1820 fue reparado de los deterioros que había sufrido en la guerra de la Independencia; y en 1823 le arrasaron pacíficamente y ex profeso los zapadores del ejército de Angulema, por orden del duque de Oenloé; se conservan sin embargo algunos trozos de muralla, y multitud de cuevas que servían de almacenes, tan espaciosas como casas, y abiertas a pico y tiro en piedra viva. También hay vestigios de otros fortines avanzados o baterías accesorias a él; tal como las Ánimas, Moreti, la Asta-bandera, Fuerte Cruz, San Roque, San Miguel, Mocuto o Barrio y la Revilla. El otro castillo (Santa Marta), está al principio de la Cuesta; es muy antiguo, y según tradición, obra de los moros; reconstruido a la vez, en las épocas del de Santa Engracia, sufrió en todas la misma suerte; en la última guerra civil habían formado en él los Nacionales de esta villa un reducto bien aspillado, para evitar un golpe de mano, con motivo a la proximidad del Ebro, que no dista más de 3 leguas; pero fue incendiado por las tropas carlistas el 10 de agosto de 1835. El clima de esta población es frío y húmedo; reinan con frecuencia los vientos del N y S, y las enfermedades comunes son constipados y pulmonías. Tiene 330 casas, la consistorial basada sobre un grande arco de piedra, que da paso a la hermosa fuente pública, a la parroquia de San Nicolás y al barrio de Bartillanueva; una cárcel, un paseo con arbolado nuevo en el sitio que fue parque de artillería, y un juego de pelota a su entrada; escuela de instrucción primaria dotada con 150 fanegas de trigo, 2 iglesias parroquiales (San Nicolás y Santiago) servidas por 10 beneficiados; 4 de estos con la cura, y además dos medios racioneros. El término confina N Ameyugo y Encío; E Villanueva del Conde; S Santa María de Rivaredonda y Valluércanes, y O Altable y Foncía. En él se encuentran dos ermitas tituladas de Barrio y Nuestra Señora del Camino; situadas en el centro de la referida garganta, separadas por el camino y el río; también hay innumerables manantiales y fuentes de exquisitas aguas. Cruza este término y la población, dividiéndola en dos barrios el río Oroncillo, sobre el cual y dentro de esta hay cuatro puentes para la comunicación de ambos barrios; uno conocido con el nombre de Puente del Astial, de piedra con cuatro ojos; el de la Carnicería con dos, uno de piedra y otro de madera; el de las Callejas con dos de madera; y el de la Magdalena con otros dos de piedra. El terreno en general es escabroso, excepto algunas vegas y cañadas, pero productivo; la parte montuosa está bastante poblada de encinas, hayas y robles. Caminos: los hay para todos puntos; la citada carretera de Francia en cuyo extremo se enlaza con la de Vizcaya, y vuelve a aparecer a la ½ legua tomando la derecha en el término que llaman la Cuba, donde existe una magnífica pilastra, alegórica a este nombre en su cúspide, y con un reloj de sol; en el centro tiene dos inscripciones; la una al O dice: Camino de Vitoria, y la otra al S Camino de Bilbao. El camino de Rioja, que extramuros al S se une con la carretera de Francia; en sus límites se halla una fuente piramidal, con un gran pilón y dos caños de bronce, pero sin aguas por estar abandonados los acueductos, después de haber costado miles de pesos; el camino de Santander, cuyo ramal se enlaza cerca de Cuba con la indicada carretera de Francia; todos se hallan en mediano estado, excepto el de Rioja, que está muy deteriorado, a pesar de que no cuenta aún más que 17 años de existencia. Hay una estafeta de correos en donde estos se reciben de Burgos y de Miranda, por el mismo conductor de la Mala; el de la corte llega todos los días, pero no deja correspondencia sino los domingos, miércoles y viernes; el de Francia, aunque también diario, solo la deja los lunes, miércoles y sábados; y ambos sin detenerse entregan y recogen la valija de esta villa, con la correspondencia de los pueblos agregados a esta estafeta. Producciones: cereales, legumbres, vino, cáñamo, frutas y hortalizas; cría ganado lanar, cabrío, caballar y vacuno; caza menor y pesca de exquisitas anguilas y truchas asalmonadas de extraordinario tamaño. Industria: siete molinos de harina. Población: 299 vecinos, 1.197 almas. Capital productivo: 3.930.200 reales. Imponible: 327.166. Contribución: 58.642 reales 2 maravedíes.
Diccionario geográfico-estadístico-histórico de España y sus posesiones de Ultramar

En 1856 la Compañía de los Caminos de Hierro del Norte de España inició las obras del ferrocarril Madrid-Irún. En agosto de 1862 pasó el primer tren regular por Pancorbo.
Tomando como escenario la Guerra Civil, a pocos días después del alzamiento del 18 de julio de 1936, fuerzas falangistas tomaron el pueblo y asediaron a su corporación republicana en el edificio del Ayuntamiento. En la refriega murió uno de los falangistas. Los ediles consiguieron huir pero fueron capturados en los campos y posteriormente fusilados.

## Demografía
Pancorbo cuenta con una población de 437 habitantes (INE 2024).
| Gráfica de evolución demográfica de Pancorbo entre 1842 y 2021 |
| |
| Población de derecho según los censos de población del INE. Población de hecho según los censos de población del INE.En estos censos se denominaba Pancorvo: 1897, 1900, 1910, 1920, 1930, 1940, 1950, 1960, 1970, 1981 y 1991. |

## Administración y política
| Periodo   | Nombre            | Partido |
| --------- | ----------------- | ------- |
| 2015-2019 | Carlos Ortiz Caño | Cs      |

## Economía

### Sector primario

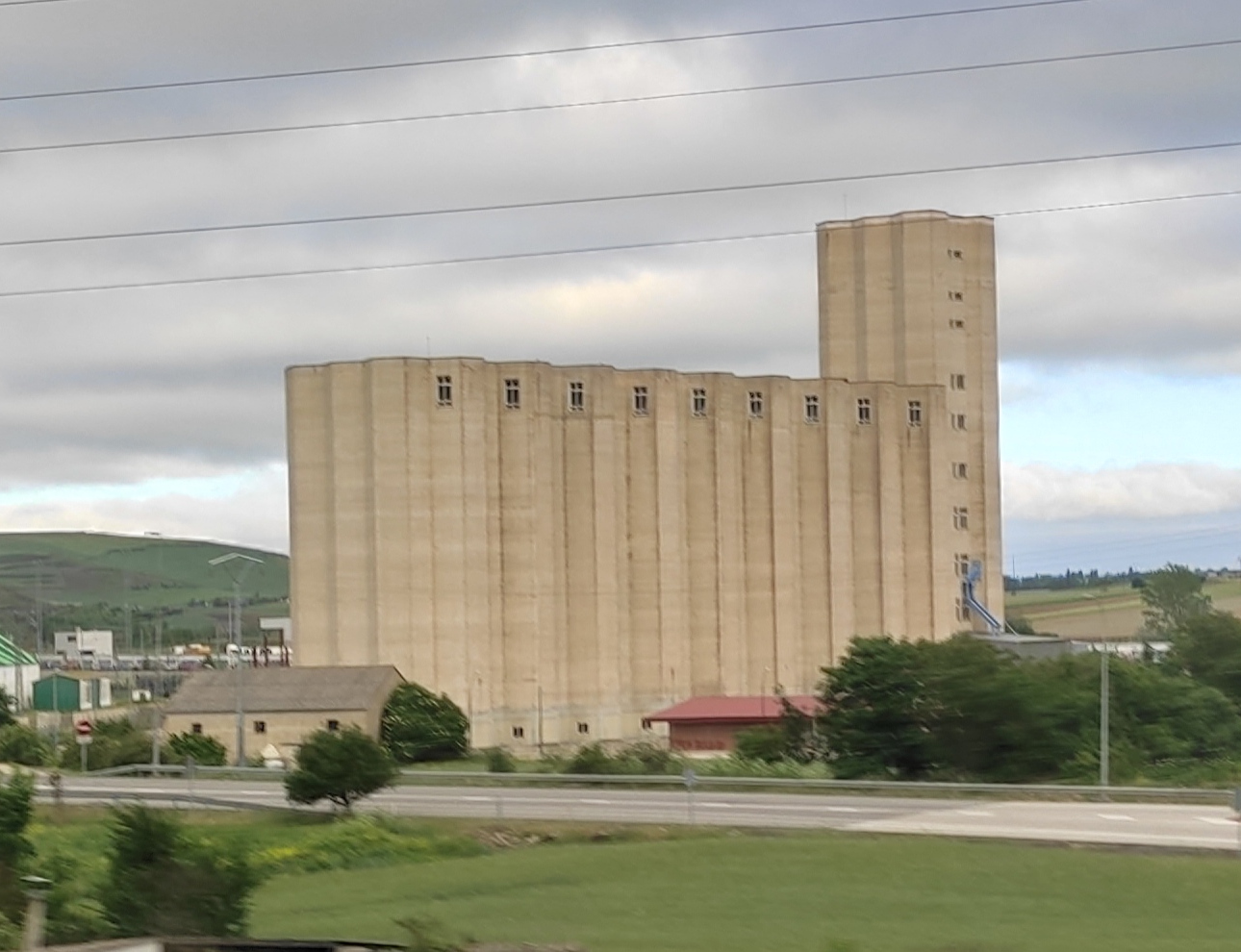
Silo de cereal en Pancorbo, el más importante de Castilla y León.

Las actividades agrícolas y ganaderas siempre fueron el motor de la villa. Si bien la actividad ganadera prácticamente ha desaparecido, el mundo agrícola sigue teniendo su peso específico. Así mismo también existe una importante tradición apícola. En el municipio existe un importante silo de cereal, construido originalmente en 1977 por iniciativa estatal, que es operado por la empresa Octaviano Palomo.

### Sector secundario

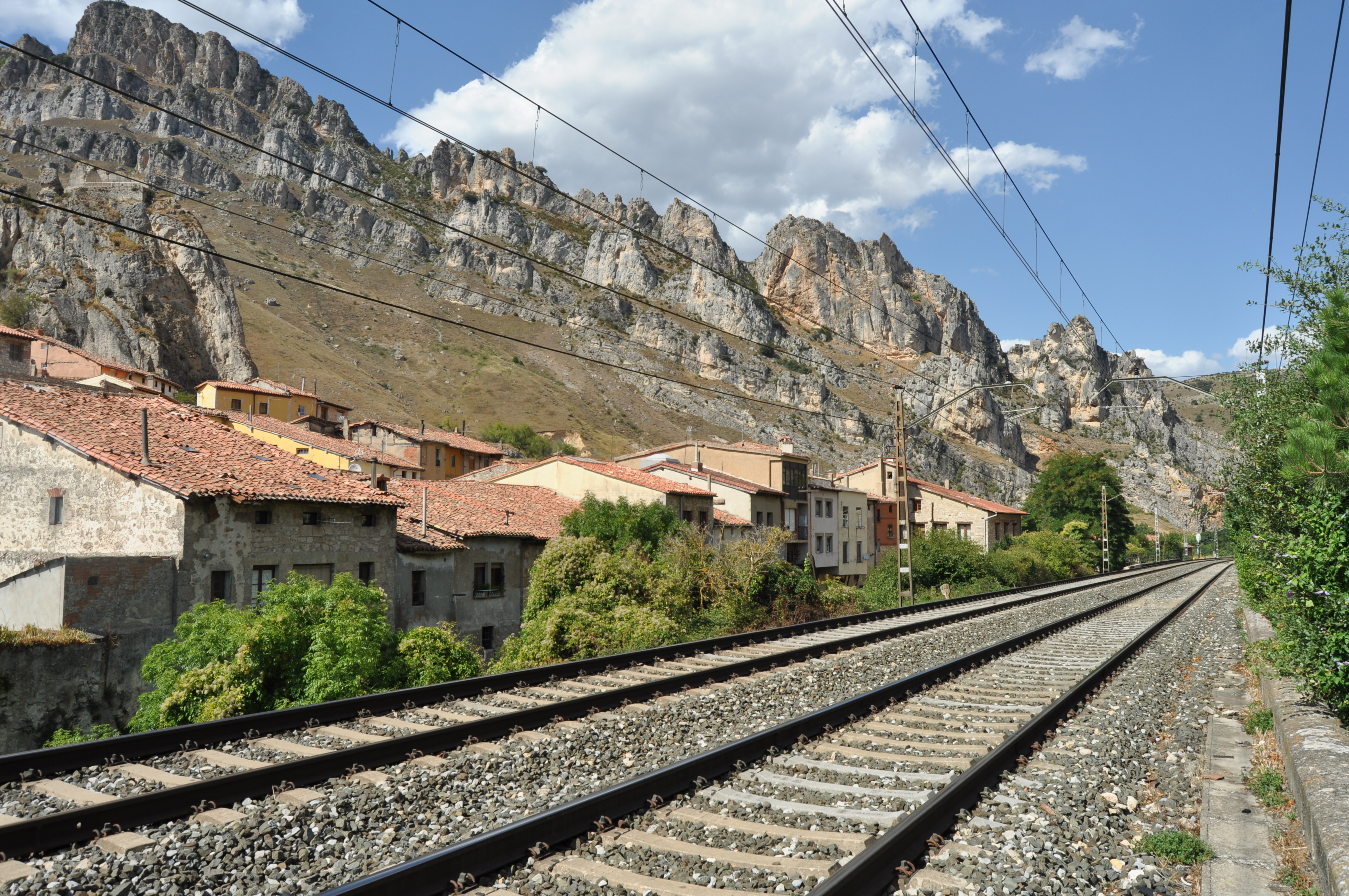
Vías de la línea Madrid-Hendaya a su paso por el municipio.

Pancorbo posee una industria consolidada, favorecida por su buena situación geográfica y comunicaciones.
TELOF (Terminal Logística Ferroviaria) Pancorbo
En 2010, la Autoridad Portuaria de Bilbao acordó el establecimiento de su Terminal logística en el municipio, lo que supondrá una inversión inicial en torno a los 30 millones de euros en una superficie de más de 480.000 m². En 2012, se tiene previsto el inicio de las obras de la terminal. El proyecto contará con una vía de expedición y recepción de 900 metros de longitud, así como otras dos vías de carga y descarga de 750 metros.
Polígono industrial de Los Hoyos
En 2012, se aprobó la construcción de un nuevo polígono industrial, situado en la zona de la carretera N-232. Dispondrá de una superficie de 42.000 m². Con el objetivo de no limitar ni el tipo ni sector de las futuras industrias que pudieran radicarse en el polígono, se ha optado por no ejecutar obras de urbanización previas. Esto permitirá que pueda construirse acorde a las necesidades de cada empresa tanto en viales como en infraestructuras precisas para el funcionamiento.

### Sector terciario
Dentro de este sector es de reseñar la importancia que tiene el mundo de la hostelería, con un buen número de bares, restaurantes y hoteles.

## Patrimonio
Arquitectura militar
- Castillo de Santa Marta

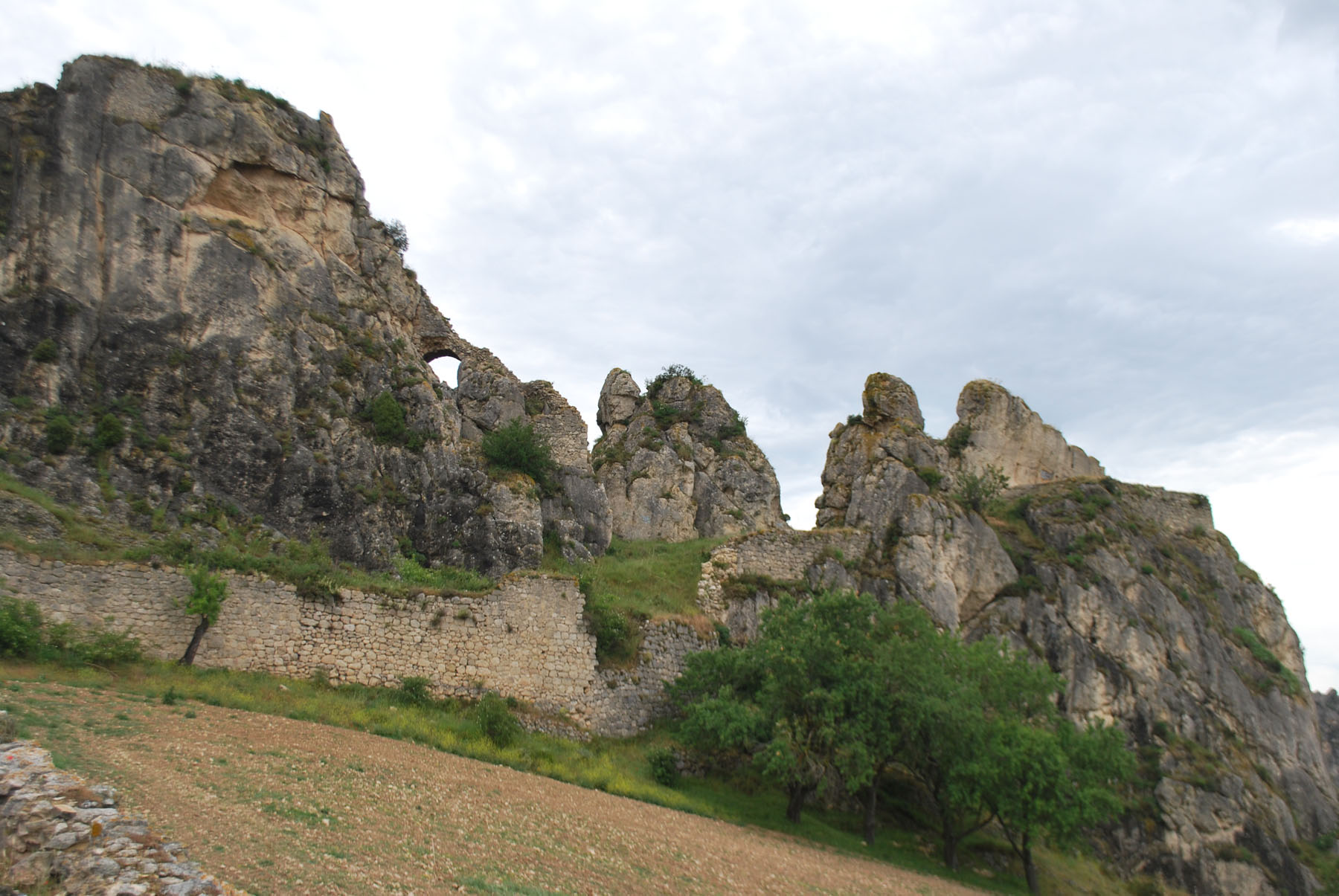
Vista de los vestigios del castillo. Entre dos peñas se observa un puente que comunicaba la parte inferior con la torre principal que estaba sobre la roca más alta.

Castillo altomedieval construido por el conde Diego Porcelos en el siglo IX. Destruido en 1835 durante la primera guerra carlista. En el pueblo es más conocido como La Sala.
- Fortaleza de Santa Engracia

Restos del fuerte construido entre 1794 y 1797 en previsión de una guerra contra Francia. Fue destruido en 1823 por los Cien Mil Hijos de San Luis. Dispone de rutas guiadas para su interpretación. En el pueblo es conocido como las cuevas de los moros. Los días 15, 16 y 17 de mayo, de 2011 se celebró la I Recreación Histórica de la toma del fuerte Santa Engracia.
Arquitectura religiosa
- Iglesia de Santiago

Edificio gótico del siglo XVI, aunque ya aparece nombrada en 1340. El templo comparte la función de culto con un museo de arte moderno de cariz cristiano.
- Parroquia de San Nicolás

Iglesia tardo-barroca construida en 1714 sobre otra renacentista que a comienzos del siglo XVIII estaba totalmente arruinada.

### Patrimonio natural
La extensión de los montes Obarenes conforman el parque natural de los Obarenes, conocido como Montes Obarenes-San Zadornil. Se caracteriza por su variedad faunística habitando especies como el corzo, el jabalí, el águila real, el buitre, la nutria y el lobo. Cañones, desfiladeros, bosques de hayas, robles, encinas, acebos y madroños son algunos de los elementos que configuran su hábitat.
Desfiladero de Pancorbo

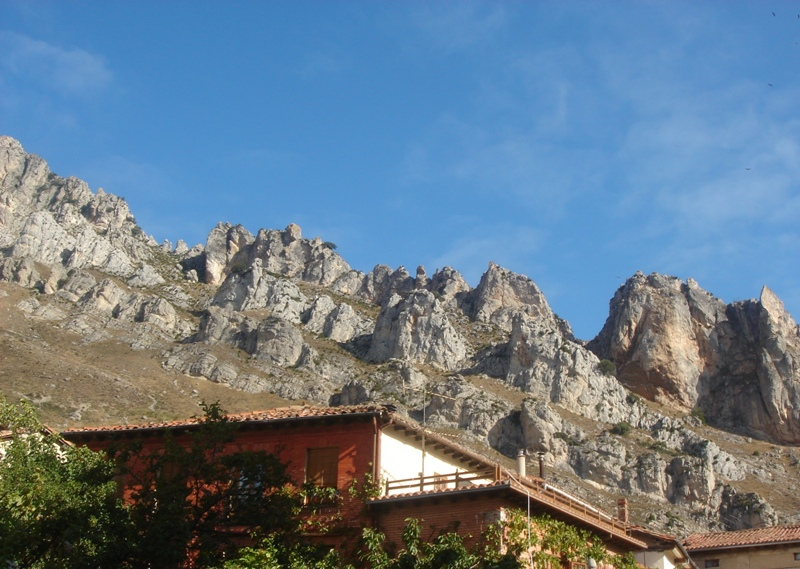
Detalle paisajístico de Pancorbo

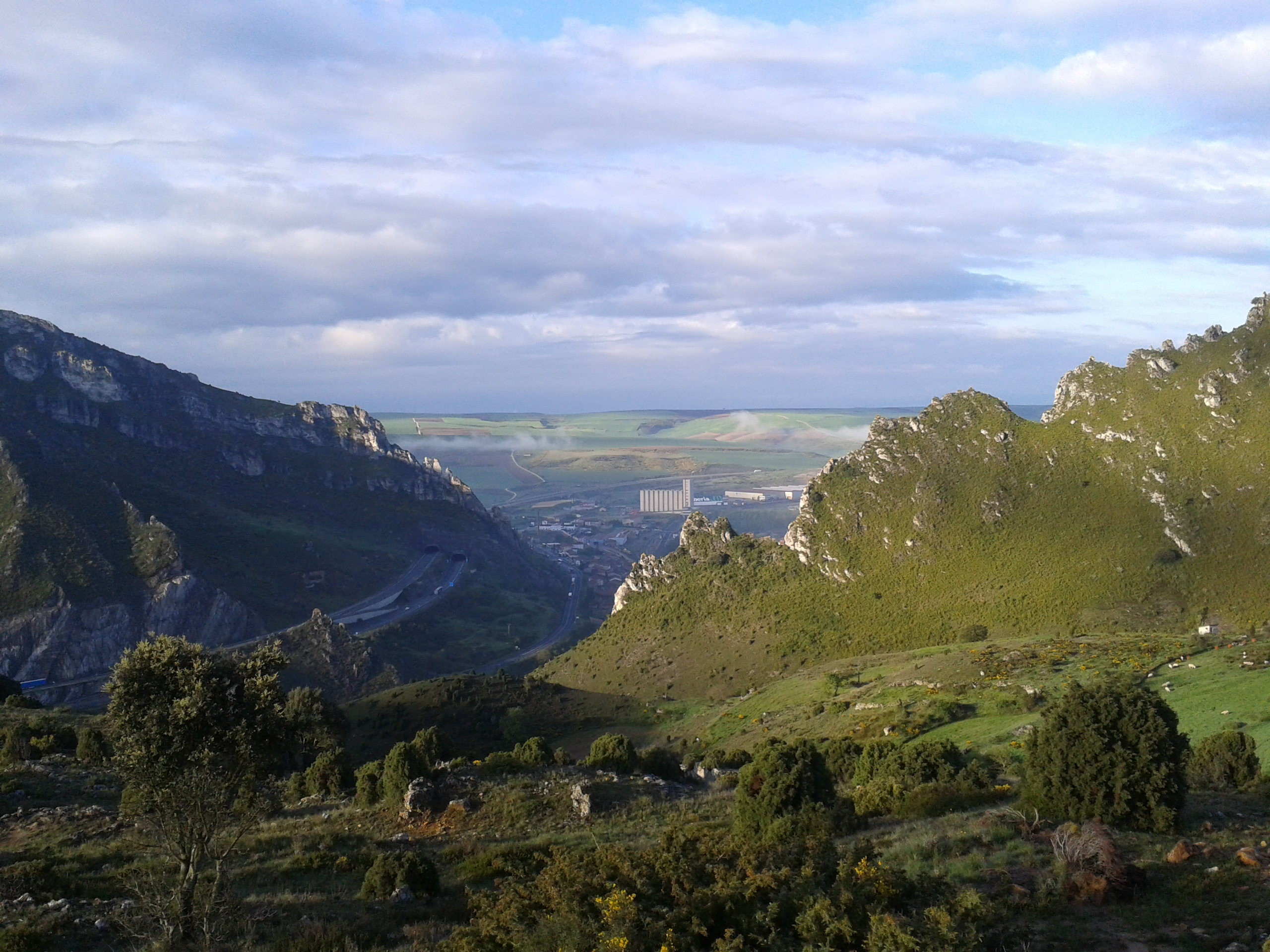
Desfiladero de Pancorbo, Vista desde los depósitos de agua.

El desfiladero ha marcado desde siempre su historia. Los montes Obarenes se alzan como una especie de inmenso murallón rocoso frente a las llanas tierras de La Bureba. Uno de sus pocos pasos franqueables lo constituye el estrecho y alargado desfiladero de Pancorbo. Esta sombría y espectacular garganta ha sido el camino obligado para todos los pueblos que desde tiempos inmemoriales se han trasladado por el continente europeo con dirección al corazón de la península ibérica. De hecho, a Pancorbo se le conoce como la Puerta de Castilla. 
Desde el pueblo de Pancorbo parte una empinada senda que permite alcanzar el mirador de la Peña del Mazo. También se puede alcanzar, por un sendero separado de la carretera, la ermita del Santo Cristo del Barrio, situada en pleno corazón del desfiladero. La senda continúa paralela al río Oroncillo y permite recorrer el sector más espectacular de la garganta. Existen documentados dos Castros prehistóricos en la cima de las montañas: el cerro de San Nicolás y el Alto de Santa Engracia.

## Personas destacadas
- Félix España Ortiz[18] (1889-1936), religioso de los Hermanos de las Escuelas Cristianas con el nombre de Hermano Benito Clemente beatificado , junto con otras 498 víctimas de la persecución religiosa durante la guerra civil española, el 28 de octubre de 2007 en Roma.[19]
- D. José Antonio Abásolo Álvarez (Pancorbo 23-11-1947) Académico de la Institución Tello Téllez de Meneses desde el 04-07-2004.
- Juan de Pancorbo (Juan de Cellorigo González) (1512-1578) Uno de los conquistadores del Perú, Hijodalgo, vecino de la ciudad de Cuzco. Formó diferentes mayorazgos en el Perú y España.